# Bhubaneshwar Stock Exchange
Die Bhubaneswar Stock Exchange (BhSE) war eine Wertpapierbörse in Bhubaneswar, Odisha, Indien.

## Geschichte
Die Bhubaneswar Stock Exchange wurde am 17. April 1989 gegründet und am 5. Juni 1989 vom indischen Finanzministerium als offizielle Börse anerkannt. Sie war eine von rund 21 regionalen Börsen in Indien.
1999/2000 zählte die Börse insgesamt 234 Broker, davon 15 Unternehmensbroker. Von den 234 Brokern waren 209 als Eigentümer- und 15 als Unternehmensbroker registriert. Damals waren nur 17 Unterbroker registriert. 
Am 15. September 2005 genehmigte die SEBI die gemäß dem Securities Contracts (Regulation) Act von 1956 erforderlichen Umwandlungs- und Demutualisierungspläne der Bhubaneswar Stock Exchange.
Im Jahr 2015 beendete die BhSE ihre Tätigkeit als Börse und folgte dem Bestreben der SEBI, die Börsenaktivitäten Landesweit zu konsolidieren.